# 1955-ös Formula–1 monacói nagydíj
Az 1955-ös Formula–1 világbajnokság második futama a monacói nagydíj volt. A 100 körös, 1950 után másodszor megrendezett versenyt május 22-én tartották Monaco utcáin.

## Előzmények
A verseny előtt már sötét felhők kezdtek gyülekezni a Formula–1 felett, amelyekből villámként csaptak le a tragédiák. Nem sokkal a futamot megelőzően Stirling Moss egy Mercedes-Benz volánjánál megnyerte a Mille Migliát vetélytársa, Juan Manuel Fangio előtt. Moss győzelmét egy tragédia tette szomorúvá, amely egy kislány életét követelte. Paudában egy Alfa Romeo a nézők közé hajtott. Pauban Mario Alborghetti halálos balesetet szenvedett és kilenc néző is megsérült. Hans Herrmann Monte-Carlóban egy edzés során csigolyatörést szenvedett, de ő túlélte. Ekkor még senki nem sejthette, hogy ebben az esztendőben még közel száz áldozatot fog követelni az autóversenyzés. A Mercedes-Benz Herrmann helyére a francia André Simont szerződtette, ő helyettesítette sérült társát.

## Időmérő
Az időmérő edzést Juan Manuel Fangio nyerte, 1:41,1-es idővel. A versenyzőnek a 16., csapatának, a Mercedes-Benznek pedig az 5. első rajthelye volt ez.
| Rajtpozíció | Rajtszám | Versenyző           | Csapat   | Köridő | Különbség |
| ----------- | -------- | ------------------- | -------- | ------ | --------- |
| 1           | 2        | Juan Manuel Fangio  | Mercedes | 1:41,1 | —         |
| 2           | 26       | Alberto Ascari      | Lancia   | 1:41,1 | +0,0      |
| 3           | 6        | Stirling Moss       | Mercedes | 1:41,2 | +0,1      |
| 4           | 30       | Eugenio Castellotti | Lancia   | 1:42,0 | +0,9      |
| 5           | 34       | Jean Behra          | Maserati | 1:42,5 | +1,4      |
| 6           | 36       | Roberto Mieres      | Maserati | 1:43,7 | +2,6      |
| 7           | 28       | Luigi Villoresi     | Lancia   | 1:43,7 | +2,6      |
| 8           | 38       | Luigi Musso         | Maserati | 1:44,3 | +3,2      |
| 9           | 44       | Maurice Trintignant | Ferrari  | 1:44,4 | +3,3      |
| 10          | 4        | André Simon         | Mercedes | 1:45,4 | +4,3      |
| 11          | 40       | Cesare Perdisa      | Maserati | 1:45,2 | +4,5      |
| 12          | 18       | Mike Hawthorn       | Vanwall  | 1:45,6 | +4,5      |
| 13          | 8        | Robert Manzon       | Gordini  | 1:46,0 | +4,9      |
| 14          | 42       | Giuseppe Farina     | Ferrari  | 1:46,1 | +5,0      |
| 15          | 48       | Piero Taruffi       | Ferrari  | 1:46,4 | +5,3      |
| 16          | 12       | Élie Bayol          | Gordini  | 1:46,7 | +5,6      |
| 17          | 14       | Louis Rosier        | Maserati | 1:46,8 | +5,7      |
| 18          | 46       | Harry Schell        | Ferrari  | 1:46,9 | +5,8      |
| 19          | 32       | Louis Chiron        | Lancia   | 1:47,3 | +6,2      |
| 20          | 10       | Jacques Pollet      | Gordini  | 1:49,4 | +8,3      |
| NK*         | 22       | Lance Macklin       | Maserati | 1:49,4 | +8,3      |
| NK          | 24       | Ted Whiteaway       | HWM      | 1:57,2 | +16,1     |

*nem kvalifikálta magát

## Futam
A pole pozícióból induló Fangio és Moss meggyőző fölénnyel uralták a mezőnyt, amíg mindketten a motor meghibásodása következtében ki nem estek. Moss a 81. körben kényszerült feladni a küzdelmet, így Alberto Ascari átvette a vezetést. (Mosst a 9. helyen rangsorolták, mert bár kiesett, teljesítette a versenytáv 90%-át.) Ezt a kört azonban ő sem tudta befejezni. Az alagútból kiérkezvén elvesztette uralmát a Lancia felett, és a tengerbe zuhant. A matrózok gyorsan az olasz versenyző segítségére igyekeztek. A gyors intézkedésnek köszönhetően néhány karcolással megúszta a balesetet, legalábbis Ascari nem panaszkodott. A futamot a francia Maurice Trintignant nyerte egy Ferrarival.
Ascarit kórházba szállították, ő azonban haza akart menni. Végül saját felelősségére hazaengedték. 4 nappal a balesete után Monzában tesztelt egy sportautót. A 4. körében a Vialone kanyarban autója felborult. Ascari ezt a balesetet már nem élte túl. Később a kanyart átépítették, és róla nevezték el.

### Végeredmény
| Helyezés | Rajtszám | Versenyző                 | Csapat   | Megtett kör | Idő/Kiesés oka      | Rajthely | Pont |
| -------- | -------- | ------------------------- | -------- | ----------- | ------------------- | -------- | ---- |
| 1        | 44       | Maurice Trintignant       | Ferrari  | 100         | 2:58:09,8           | 9        | 8    |
| 2        | 30       | Eugenio Castellotti       | Lancia   | 100         | +20,2               | 4        | 6    |
| 3        | 34       | Jean Behra Cesare Perdisa | Maserati | 99          | +1 kör              | 5        | 2    |
| 4        | 42       | Nino Farina               | Ferrari  | 99          | +1 kör              | 14       | 3    |
| 5        | 28       | Luigi Villoresi           | Lancia   | 99          | +1 kör              | 7        | 2    |
| 6        | 32       | Louis Chiron              | Lancia   | 95          | +5 kör              | 19       |      |
| 7        | 10       | Jacques Pollet            | Gordini  | 91          | +9 kör              | 20       |      |
| 8        | 48       | Piero Taruffi Paul Frère  | Ferrari  | 86          | +14 kör             | 15       |      |
| 9        | 16       | Stirling Moss             | Mercedes | 81          | +19 kör             | 3        |      |
| Ki*      | 40       | Cesare Perdisa Jean Behra | Maserati | 86          | Kipördült           | 11       |      |
| Ki       | 26       | Alberto Ascari            | Lancia   | 80          | Baleset             | 2        |      |
| Ki       | 46       | Harry Schell              | Ferrari  | 68          | Motor               | 18       |      |
| Ki       | 36       | Roberto Mieres            | Maserati | 64          | Sebességváltó       | 6        |      |
| Ki       | 12       | Élie Bayol                | Gordini  | 63          | Sebességváltó       | 16       |      |
| Ki       | 2        | Juan Manuel Fangio        | Mercedes | 49          | Sebességváltó       | 1        | 1    |
| Ki       | 8        | Robert Manzon             | Gordini  | 38          | Sebességváltó       | 13       |      |
| Ki       | 4        | André Simon               | Mercedes | 24          | Motor               | 10       |      |
| Ki       | 18       | Mike Hawthorn             | Vanwall  | 22          | Üzemanyag-szabályzó | 12       |      |
| Ki       | 14       | Louis Rosier              | Maserati | 8           | Olajszivárgás       | 17       |      |
| Ki       | 38       | Luigi Musso               | Maserati | 7           | Sebességváltó       | 8        |      |
| NK**     | 22       | Lance Macklin             | Maserati |             |                     |          |      |
| NK       | 24       | Ted Whiteaway             | HWM-Alta |             |                     |          |      |
| NK       | 4        | Hans Herrmann             | Mercedes |             | Sérülés             |          |      |

*kiesett 

**visszalépett az időmérő előtt

### Statisztikák
Versenyben vezettek: Juan Manuel Fangio : 49 kör (1-49), Stirling Moss : 31 kör (50-80), Maurice Trintignant : 20 kör (81-100)
- Maurice Trintignant első győzelme.
- Juan Manuel Fangio 16. pol pozíció (R), 15. leggyorsabb kör (R)
- Ferrari 20. győzelme.

Louis Chiron 55 éves 292 napos korában lett hatodik, a legidősebb pontszerző a Formula–1-ben.
Alberto Ascari kétszeres világbajnok utolsó, Cesare Perdisa első versenye.